# Киселёвка (Хабаровский край)
Киселёвка — село в Ульчском районе Хабаровского края. Административный центр Киселёвского сельского поселения.

## География
Село расположено на левом берегу Амура.

## Население
| 2002 | 2010 | 2011 | 2012 | 2021 |
| ---- | ---- | ---- | ---- | ---- |
| 1092 | ↘789 | ↘784 | ↘742 | ↘567 |

## Улицы
| - ул. Зелёная, - ул. Известковая, - ул. Лесная, - ул. Молодёжная, - ул. Набережная, | - ул. Новая, - ул. Октябрьская, - ул. Пионерская, - ул. Советская, - ул. Строителей, | - пер. Портовый, - пер. Рабочий, - пер. Торговый, - пер. Школьный. |

## Инфраструктура
В селе расположена пожарная часть, которая была построена в 2011—2012 годах.